# 10 причин моей ненависти (телесериал)
«10 причин моей ненависти» (англ. 10 Things I Hate About You) — американский комедийно-драматический телесериал 2009 года с Линдси Шоу и Меган Джетт Мартин в главных ролях. Премьера сериала состоялась на американском телеканале ABC Family 7 июля 2009 года. Сериал основан на фильме «10 причин моей ненависти» (1999) с Джулией Стайлз и Хитом Леджером в главных ролях.
29 апреля 2010 года сериал был закрыт после первого сезона.

## Сюжет
Сёстры Стрэтфорд, Кэт (Линдси Шоу) и Бьянка (Меган Джетт Мартин), только что переехали из Огайо в Калифорнию и пытаются устроиться на новом месте, в новой школе. Кэт — феминистка, социальная активистка, зелёная, вегетарианка, пацифистка, интеллектуалка и немного бунтарка, старается во всем следовать своим строгим принципам, что регулярно оборачивается для неё неприятностями. Бьянка — социальная бабочка, её главная цель в жизни — всем нравиться, она пытается завоевать популярность в новой школе, без которой, как ей кажется, невозможно жить весёлой, полноценной жизнью, но это оказывается не так-то просто на новом месте да ещё с такой сестрой в придачу.

## В ролях
| Актёр              | Роль                   |
| ------------------ | ---------------------- |
| Линдси Шоу         | Кэтрин «Кэт» Стрэтфорд |
| Меган Джетт Мартин | Бьянка Стрэтфорд       |
| Ларри Миллер       | Уолтер Стрэтфорд       |
| Итан Пек           | Патрик Верона          |
| Николас Браун      | Кэмерон Джеймс         |
| Крис Зилка         | Джои Доннер            |
| Дана Дэвис         | Честити Чарч           |
| Элли Маки          | Дон                    |
| Джолин Парди       | Манделла               |
| Лесли Гроссман     | миссис Дарлин Тарп     |
| Баррет Суотек      | миссис Соммерс         |

## Критика
На сайте-агрегаторе Metacritic сериал «10 причин моей ненависти» получил 66 баллов из 100. Брайан Лоури из Variety охарактеризовал шоу как «надежный рулон для кабельной сети, которая когда-то была альбатросом на шее родительской компании Disney». Рэнди Доун из The Hollywood Reporter считает, что сериал «имеет подлинную привлекательность». Майк Хейл из The New York Times включил сериал в десятку лучших в 2009 году, заявив, что «в самые тяжелые июльские дни, возможно, этот ситком был лучшим на телевидении».

## Эпизоды
| №  | Название                                                                          | Режиссёр       | Автор сценария                | Дата премьеры   | Зрители в США (млн) |
| -- | --------------------------------------------------------------------------------- | -------------- | ----------------------------- | --------------- | ------------------- |
| 1  | «Пилот» «Pilot»                                                                   | Джил Джангер   | Картер Ковингтон              | 7 июля 2009     | 1.60                |
| 2  | «Хочу быть нужной тебе» «I Want You to Want Me»                                   | Джил Джангер   | Картер Ковингтон              | 14 июля 2009    | 1.10                |
| 3  | «Больше не поведусь» «Won't Get Fooled Again»                                     | Джил Джангер   | Барри Сафчик и Майкл Платт    | 21 июля 2009    | 1.59                |
| 4  | «Мне плевать на плохую репутацию» «Don't Give a Damn About My Bad Reputation»     | Джил Джангер   | Эрин Эрлик                    | 28 июля 2009    | 1.80                |
| 5  | «Не сдавайся» «Don't Give Up»                                                     | Фил Трэйл      | Лорен Юнгерич                 | 4 августа 2009  | 1.12                |
| 6  | «Не всегда удаётся получить то, чего хочешь» «You Can't Always Get What You Want» | Джил Джангер   | Джон Росс                     | 11 августа 2009 | 1.17                |
| 7  | «Давай зажгем» «Light My Fire»                                                    | Родман Флендер | Стефани Ледер                 | 18 августа 2009 | 1.23                |
| 8  | «Танцуй, младшая сестричка» «Dance Little Sister»                                 | Джил Джангер   | Барри Сафчик и Майкл Платт    | 25 августа 2009 | 1.15                |
| 9  | «(You Gotta) Fight for Your Right (To Party)»                                     | Генри Чан      | Эрин Эрлик                    | 1 сентября 2009 | 1.21                |
| 10 | «Не бросай меня так» «Don't Leave Me This Way»                                    | Джил Джангер   | Картер Ковингтон и Робин Шифф | 8 сентября 2009 | 1.21                |
| 11 | «Последствия» «Da Reprecussions»                                                  | Генри Чан      | Эрин Эрлик                    | 29 марта 2010   | н/д                 |
| 12 | «Не доверяй мне» «Don't Trust Me»                                                 | Джил Джангер   | Картер Ковингтон и Робин Шифф | 5 апреля 2010   | н/д                 |
| 13 | «Большие ожидания» «Great Expectations»                                           | Фил Трэйл      | Стефани Ледер                 | 12 апреля 2010  | н/д                 |
| 14 | «Мясо — это убийство» «Meat is Murder»                                            | Джил Джангер   | Бен Эпстин и Грэм Мур         | 19 апреля 2010  | н/д                 |
| 15 | «Победитель получает всё» «The Winner Takes It All»                               | Джил Джангер   | Джордан Нардино               | 26 апреля 2010  | н/д                 |
| 16 | «Слишком много информации» «Too Much Information»                                 | Джон Путч      | Ники Шварц-Райт               | 3 мая 2010      | н/д                 |
| 17 | «Всего один поцелуй» «Just One Kiss»                                              | Мелани Майрон  | Эрин Эрлик                    | 10 мая 2010     | н/д                 |
| 18 | «Перемены» «Changes»                                                              | Джил Джангер   | Стефани Ледер                 | 17 мая 2010     | н/д                 |
| 19 | «Море по колено, горы по плечо» «Ain't No Mountain High Enough»                   | Генри Чан      | Картер Ковингтон              | 24 мая 2010     | н/д                 |
| 20 | «Переворот» «Revolution»                                                          | Джил Джангер   | Робин Шифф                    | 24 мая 2010     | н/д                 |